# بيت الشمع (فلم 1953)
بيت الشمع (بالإنجليزية: House of Wax) هو فلم رعب تم انتاجه في الولايات المتحدة وصدر سنة 1953 بطولة فينسنت برايس وتشارلز برونسون وكارولين جونس وفيليس كريك.

## القصة
في إطار من الرعب الشديد، تتوقف مجموعة في مدينة ما، يجدون عامل الجذب الرئيس والأمر الأكثر تشويقا في تلك المدينة والتي لا يوجد بها أفراد هو متحف الشمع، والذي تبدو فيه التماثيل واقعية بشدة، ومتقنة إلى أقصى حد ممكن، ليكتشفوا السر الرهيب.

## الميزانية والإيرادات
كلف الفلم 1 مليون دولار وحقق أرباح تقدر بـ 27.1 مليون دولار.

## روابط خارجية
- بيت من الشمع على موقع IMDb (الإنجليزية)
- بيت من الشمع على موقع ميتاكريتيك (الإنجليزية)
- بيت من الشمع على موقع الموسوعة البريطانية (الإنجليزية)
- بيت من الشمع على موقع روتن توميتوز (الإنجليزية)
- بيت من الشمع على موقع نتفليكس (الإنجليزية)
- بيت من الشمع على موقع قاعدة بيانات الأفلام العربية
- بيت من الشمع على موقع ألو سيني (الفرنسية)
- بيت من الشمع على موقع Turner Classic Movies (الإنجليزية)
- بيت من الشمع على موقع أول موفي (الإنجليزية)
- بيت من الشمع على موقع بوكس أوفيس موجو (الإنجليزية)